# Maurice Féaudierre
Maurice Féaudierre, dit Serge, est un écrivain et dessinateur français, spécialiste et historien du cirque, né le 14 décembre 1901, à Paris 17e, mort le 26 octobre 1992 à Paris 18e.

## Biographie
Fils de Jules Victor Féaudierre, entrepreneur de peinture et de Marguerite Marie Céline Bauve, Maurice Féaudierre naît le 14 décembre 1901 chez ses parents 129 avenue de Wagram Paris 17e.
Alors domicilié 28 rue Cardinet, il se marie le 24 avril 1928 à la mairie du 17e arrondissement de Paris avec Renée Marie Louise Madeleine Desbaines dont le mariage est dissous par divorce le 6 juillet 1931.
Le 9 janvier 1936, alors qu'il demeure 73 rue de Prony, il se marie en secondes noces, à la mairie du 17e arrondissement de Paris, avec Blanche Barbas. 
Serge s'est illustré comme historien des spectacles de cirque, auteur de nombreux ouvrages sur l'univers de la piste, et est également animateur d'émissions sur le cirque, à la radio : Panorama des variétés, Les Jeux du cirque, Jeudi au cirque, etc.
Peintre de genre et dessinateur, il est lauréat d'un Grand prix à l'Exposition internationale de Paris en 1937. 
Il a toujours illustré ses propres textes, généralement écrits à la première personne. Figure connue de la vie parisienne, il est membre du Salon de l'araignée de Gus Bofa, et a collaboré à de nombreux journaux dont Le Crapouillot, Comœdia, Les Nouvelles littéraires. D'après ses dires, il a  été avaleur de sabre, chanteur mondain, dompteur de crocodile, ventriloque.

## Publications
- Vive le Cirque, Phénomènes, acrobates, clowns, fauves, Marcel Seheur éditeur, 1930. 65 documents photos sur clowns, fauves, acrobates, phénomènes (L'homme qui se dégonfle, Contorsionniste, La Famille Chimpanzé, Le Python géant de Marquitta, Le Kangourou boxeur, etc.).
- Rue du monde, Marcel Seheur éditeur, 1931.
- Le Monde du Cirque, Librairie des Champs-Élysées, 1939. Le texte est le récit à la première personne d'une entrée dans le monde du cirque : de la découverte du fabuleux campement à la rencontre du clown, des filles de cirque et des fils du ciel, du roi du vélo, du dresseur de chiens, etc. Le livre se termine par une liste de cirques volants et de familles de cirque.
- Panorama du cirque, Éditions Arc en Ciel, 1944.
- La Route des cirques, A. B. C., 1945. Le livre se termine par un dictionnaire du cirque : noms d'artistes, de cirques stables et volants du monde entier (y compris ceux des ancêtres de la piste), et termes de métier du cirque.
- L'île aux merveilles. Librairie des Champs-Élysées, 1945. Contes fantastiques sur fond de tours de magiciens et autres farces de clowns.
- Londres secret et ses fantômes, Éditions Ergé, 1946. De la découverte de Londres bombardée, à la cité des bords de la Tamise, avec une large place faite à l'évocation du cirque.
- Panache indien, Éditions Heracleia, 1946.
- Histoire du Cirque. Illustrations photographiques et dessinées de l'auteur, Librairie Gründ, 1947. Première histoire de la piste en français. disponible sur Internet Archive
- Magie des Bohémiens, Librairie des Champs-Élysées, 1950. Des Saintes-Maries-de-la-Mer à Londres, Arles, Varsovie, Marseille, Paris : le quotidien des gitans et des gens du voyage, comme un périple où le cirque finit toujours par déballer ses toiles et ses mâts.
- Le Vagabond de Paris, Librairie des Champs-Élysées, 1951.
- Gitanes et Toréros, Éditions Baudinière, 1952.
- Amar, Roi du Cirque, Éditions de Paris, coll. « Les Troubadours du siècle », 1952.
- Paris, mon cœur, Éditions Seghers, 1959.
- Clowns de Paris, Éditions des Presses du temps présent, 1959.
- La Grande Histoire des Bohémiens, Éditions Karolus, 1963.